# Machinima
Machinima (een samenvoeging van machine en cinema) is een filmgenre waarbij men tijdens de opname vrijwel uitsluitend gebruikmaakt van een computerspel. De film wordt binnen het spel (inworld) opgenomen, waarna de film met behulp van andere programma's bewerkt wordt om stemmen, geluid en speciale effecten toe te voegen. De films worden in de meeste gevallen op internet uitgebracht, bijvoorbeeld bij online diensten als YouTube en Vimeo. Met de nieuwe mogelijkheden van HD-televisie is het echter geen probleem een in HD-kwaliteit opgenomen machinima te vertonen op een groot bioscoopscherm.

## Geschiedenis
In 1992 werd het spel Stunt Island uitgebracht. Dit spel voorzag haar gebruikers van mogelijkheden om films te maken door attributen en camera's te plaatsen en verschillende takes samen te voegen. Gemeenschappen ontstonden op CompuServe en het internet waar gebruikers attributen en films met elkaar konden uitwisselen.
Het spel Doom werd in 1993 uitgebracht. Dit spel ondersteunde het opnemen en afspelen van gameplaydemo's. Dit resulteerde in de zogenaamde "speedruns", waarin spelers zo snel mogelijk probeerden de Doom levels uit te spelen. Machinima arriveerde pas echt met de echte 3D-spelwerelden en bestuurbare camera's. De camera was in het begin alleen te veranderen tijdens het afspelen van de opnames, niet tijdens de opnames zelf. Terwijl Quake algemeen bekendstaat als het eerste spel dat de beweegbare camera introduceerde, was het feitelijk MechWarrior 2. Dit spel werd een jaar eerder uitgebracht en had deze mogelijkheid al.
Het maken van machinima werd steeds fascinerender en ondervond grotere belangstelling door het gebruik van virtuele werelden als Second Life. Kunstenaars kunnen hier online hun rekwisieten vormgeven, ze kunnen de lichtomstandigheden aanpassen en ook hun eigen muziek streamen. Avatars als acteurs kunnen iedere gewenste vorm aannemen: menselijk, dierlijk of cartoonesk. Er is binnen Second Life een levendige wereld van machinimamakers en publiek met uitwisseling van url's en inworld festivals. Echter in iedere game worden machinimafilms gemaakt, of het nu Blockland, World of Warcraft of Grand Theft Auto is. De organisatie van het 48 Hour Film Project heeft machinima in 2008 als een van haar internationale 'steden' opgenomen in haar jaarlijkse wedstrijd.
Machinima is een vorm van hedendaagse kunst die in een kleine studio aan huis gemaakt kan worden en een wereldwijd publiek kan bereiken. Een bekende filmregisseur die zich voor de nieuwe mogelijkheden van machinima interesseert is bijvoorbeeld Peter Greenaway. Hij was in 2010 juryvoorzitter van het 48 Hour Film Project. In 2011 en 2012 werd hij in deze functie opgevolgd door de producent van de wereldberoemde robot R2-D2 in Star Wars: Tony Dyson, die nu ook als regisseur van machinima optreedt. Zijn werk is permanent te zien in het Smithsonian Institution in Washington D.C..

## Voor- en nadelen

### Voordelen
- Geringe kosten en lage productietijd: Het maken van een machinimafilm kost weinig geld. Er hoeft geen dure 3D-animatiesoftware gekocht te worden.
- Gemakkelijk te maken: De interface van computerspellen is vaak gemakkelijk te begrijpen en er kan met behulp van simpele programma's zoals Fraps zonder veel moeite gefilmd worden.

### Nadelen
- Begrensde mogelijkheden: Elke machinimafilm is gebonden aan de beperkingen van de omgeving waarin de film wordt opgenomen. Het publiek dient over een geschikte computer te beschikken.

## Voorbeelden van machinima per computerspel

### World of Warcraft
World of Warcraft heeft veel machinima-producties doen ontstaan, onder andere de volgende, door fans gemaakte films:
- Azerothian Super Villains
- Illegal Danish: Super Snacks!
- Leeroy Jenkins
- Not Just Another Love Story
- Return
- Tales of the Past 1, 2 en 3
- The Internet is for Porn
- The Most Horrific Act of Ninja Looting Ever: deze film toont de frustratie die sommige spelers ervoeren na een beroving door een dief, in een humoristisch licht.
- Zinwrath: The Movie

Xfire, een bedrijf dat een internetcommunicatietool heeft gemaakt, heeft verschillende wedstrijden gesponsord, welke een aanzet hebben gegeven voor vele machinimaproducenten om de World of Warcraft-engine te gebruiken voor hun film.
De South Park-episode Make Love, Not Warcraft gebruikt World of Warcraft-machinima voor sommige in-game stukjes. Deze episode werd gemaakt met de ondersteuning van Blizzard.

### Halo
Red vs. Blue is een van de meest bekende Halo-machima, gemaakt door Roosterteeth. Het verhaal gaat over een aantal soldaten in een vallei die elkaar op zeer onlogische wijze proberen te verslaan.

### RuneScape
- De serie RuneScape God's Exposed vertelt op een ludieke manier over het leven van de drie goden in RuneScape.
- De serie RuneScape Noob Owners gaat in het algemeen over twee "noobs" die proberen om alles uit RuneScape te ownen.

### De Sims 2 en De Sims 3
In De Sims 2 en De Sims 3 is het ook mogelijk om filmpjes te maken. Met deze games kan makkelijk een volledige verhaallijn ontwikkeld worden. Met behulp van cheatcodes, kunnen er speciale effecten worden toegevoegd aan de filmpjes.

### Second Life
Kunstenaars die in Second Life bekend zijn door hun machinima zijn bijvoorbeeld (avatarnamen):
- Chantal Harvey, (Nederland) produceert machinima met verschillende thematiek en produceert kinderboeken met machinima.
- Draxtor Despres, (Duitsland) produceert machinima met als hoofdrolspeler Fluffee.
- Tom Jantol, (Kroatië) produceert eigenzinnige klassieke machinima en werd onderscheiden door Ridley Scott en Paul Verhoeven.